# Hubynycha
Hubynycha (ukrainisch Губиниха; russisch Губиниха Gubinicha) ist eine Siedlung städtischen Typs in der Ukraine mit 5658 Einwohnern (2012).
Die 1704 gegründete Siedlung besitzt seit 1964 den Status einer Siedlung städtischen Typs.

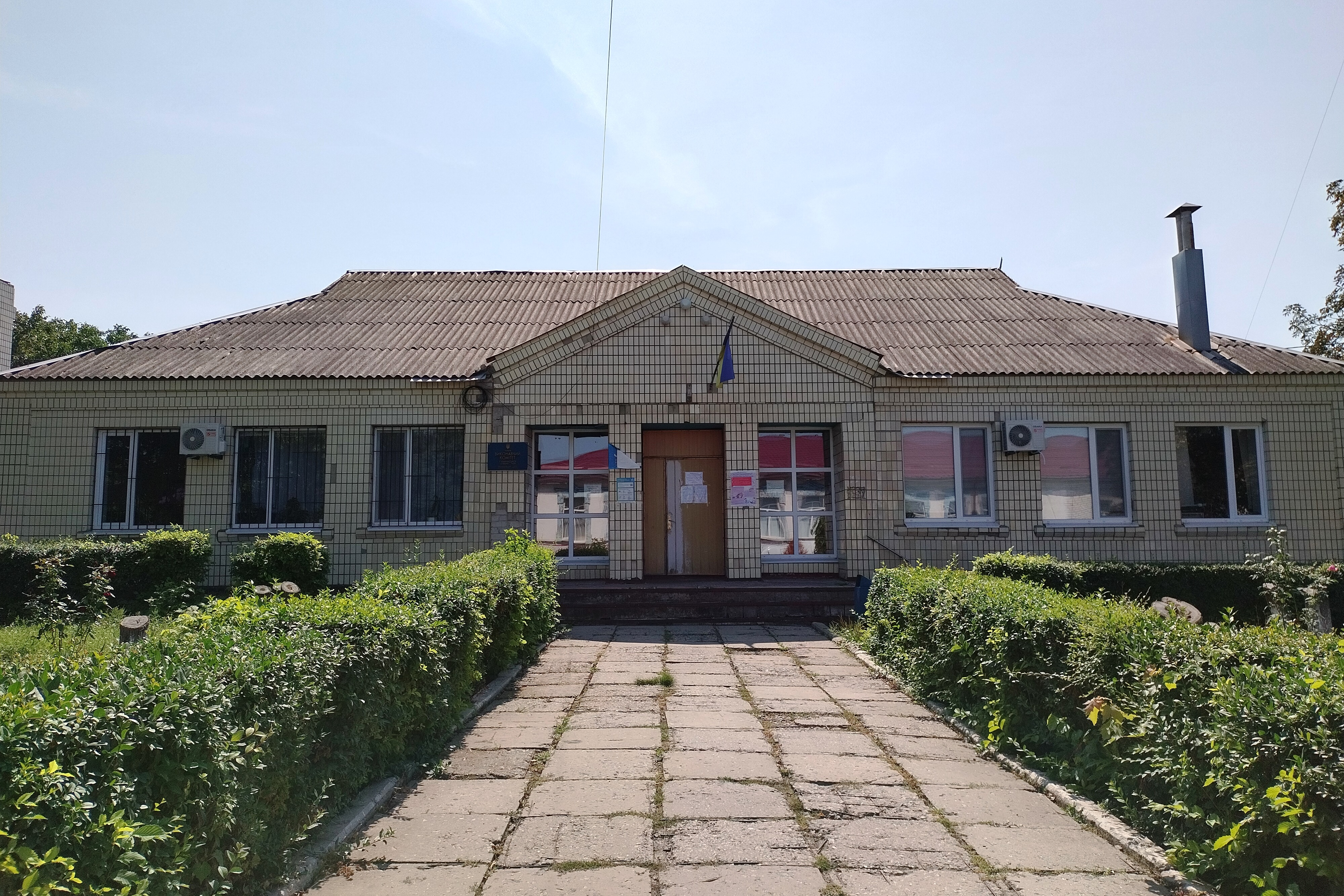
Gebäude der Ortsverwaltung

## Geographie
Die Siedlung liegt im Rajon Nowomoskowsk in der zentralukrainischen Oblast Dnipropetrowsk am Ufer des Hubynycha (Губиниха), einem 34 km langen, linken Nebenfluss des Kiltschen (Кільчень), etwa 23 km nördlich vom Rajonzentrum Nowomoskowsk entfernt.

## Verwaltungsgliederung
Am 12. Juni 2020 wurde die Siedlung zum Zentrum der neugegründeten Siedlungsgemeinde Hubynycha (Губиниська селищна громада/Hubynyska selyschtschna hromada). Zu dieser zählen auch die 23 in der untenstehenden Tabelle aufgelisteten Dörfer sowie die Ansiedlung Myrne, bis dahin bildete sie zusammen mit dem Dorf Jewezko-Mykolajiwka die gleichnamige Siedlungsratsgemeinde Hubynycha (Губиниська селищна рада/Hubynyska selyschtschna rada) im Westen des Rajons Nowomoskowsk.
Folgende Orte sind neben dem Hauptort Hubynycha Teil der Gemeinde:
| Name                     | Name               | Name                                    |
| ukrainisch transkribiert | ukrainisch         | russisch                                |
| ------------------------ | ------------------ | --------------------------------------- |
| Andrijiwka               | Андріївка          | Андреевка (Andrejewka)                  |
| Chaschtschewe            | Хащеве             | Хащевое (Chaschtschewoje)               |
| Herassymiwka             | Герасимівка        | Герасимовка (Gerassimowka)              |
| Hnatiwka                 | Гнатівка           | Гнатовка (Gnatowka)                     |
| Iwano-Mychajliwka        | Івано-Михайлівка   | Ивано-Михайловка (Iwano-Michailowka)    |
| Jewezko-Mykolajiwka      | Євецько-Миколаївка | Евецко-Николаевка (Jewezko-Nikolajewka) |
| Koroliwka                | Королівка          | Королёвка (Koroljowka)                  |
| Marjaniwka               | Мар'янівка         | Марьяновка (Marjanowka)                 |
| Mykolajiwka              | Миколаївка         | Николаевка (Nikolajewka)                |
| Myrne                    | Мирне              | Мирное (Mirnoje)                        |
| Nadeschdiwka             | Надеждівка         | Надеждовка (Nadeschdowka)               |
| Nowe                     | Нове               | Новое (Nowoje)                          |
| Nowoskotuwate            | Новоскотувате      | Новоскотоватое (Nowoskotowatoje)        |
| Nowostepaniwka           | Новостепанівка     | Новостепановка (Nowostepanowka)         |
| Popasne                  | Попасне            | Попасное (Popasnoje)                    |
| Prywilne                 | Привільне          | Привольное (Priwolnoje)                 |
| Satyschne                | Затишне            | Затишное (Satischnoje)                  |
| Skotuwate                | Скотувате          | Скотоватое (Skotowatoje)                |
| Tarassowe                | Тарасове           | Тарасово (Tarassowo)                    |
| Warwariwka               | Варварівка         | Варваровка (Warwarowka)                 |
| Wassyliwka               | Василівка          | Василевка (Wassilewka)                  |
| Wessele                  | Веселе             | Весёлое (Wessjoloje)                    |
| Wilne                    | Вільне             | Вольное (Wolnoje)                       |
| Wseswjatske              | Всесвятське        | Всесвятское (Wseswjatskoje)             |